# オレスト・レベデンコ
オレスト・ジノヴィヨヴィチ・レベデンコ（ウクライナ語: Орест Зіновійович Лебеденко、1998年9月23日 - ）は、ウクライナ・リヴィウ出身のサッカー選手。FCヴィゼラ所属。ポジションはDF。

## クラブ経歴
FCポクロヴァ・リヴィウとFCカルパティ・リヴィウの下部組織で育成され、2017年7月29日、ウクライナ・プレミアリーグのFCディナモ・キーウ戦にて、カルパティ・リヴィウでのトップチームデビューを果たした。
2019年1月21日、CDルーゴに移籍し、4年半契約を結ぶことが発表された。翌年1月31日、FCオリンピク・ドネツィクにレンタル移籍をした。
2023年1月21日、デポルティーボ・ラ・コルーニャに移籍し、2年半契約を結んだ。
2023年7月7日、FCヴィゼラに2年契約で移籍した。